# دينيس ماكدونو
دينيس ماكدونو (بالإنجليزية: Denis McDonough)‏ (2 ديسمبر 1969) هو رئيس موظفي البيت الأبيض السادس والعشرون. استلم المنصب في بداية ولاية الرئيس باراك أوباما الثانية و خلفا لجاكوب ليو، واستمر في منصبه إلى نهاية ولاية أوباما في 20 يناير 2017.

## روابط خارجية
- دينيس ماكدونو على موقع IMDb (الإنجليزية)
- دينيس ماكدونو على موقع مونزينجر (الألمانية)
- دينيس ماكدونو على موقع إن إن دي بي (الإنجليزية)